# 基里洛·布达诺夫
基里洛·阿列克谢耶維奇·布達諾夫（羅馬化：Kyrylo Oleksiiovych Budanov；1986年1月4日—），烏克蘭軍事領導人，自2020年8月起擔任烏克蘭國防部情報總局局長。軍銜中將。

## 早年經歷
布達諾夫1986年1月4日出生於基輔。他在2007年畢業於敖德薩軍事學院，之後在烏克蘭國防部情報總局的特種部隊服役。

## 軍事生涯
布達諾夫在2014年參與俄烏戰爭，多次負傷。2018年至2020年，他執行特種軍事行動，相關信息屬於機密。2016年，布達諾夫與另外4名烏克蘭特種軍事人員潛入俄佔克里米亞進行破壞行動。他們從海上進入半島，但由於僱用司機的背叛，他們遭到伏擊。交火中，俄羅斯聯邦安全局一名中校被殺。2019年4月4日，布達諾夫曾被試圖暗殺，但不遂。他的雪佛蘭Evanda被一名名爲阿列克謝·洛馬卡（俄語：Алексей Ломака）的俄羅斯人炸毀，洛馬卡放置了一顆炸彈，但炸藥在鋪設過程中引爆，襲擊者身亡。隸屬於襲擊者的破壞組織成員事後已被捕。值得注意的是，當時在互聯網上並沒有流傳布達諾夫的照片，而且烏克蘭國防部情報總局的官方網站也沒有公佈任何關於布達諾夫的信息。
2020年年中，他成為烏克蘭對外情報局副局長。2020年8月5日，烏克蘭總統弗拉基米爾·澤連斯基任命布達諾夫為國防部情報總局局長。其在2021年8月24日獲授準將軍銜。2021年，布達諾夫找來遊走烏俄情報界的雙重間諜丹尼斯·基里耶夫，說服基里耶夫利用他的俄羅斯間諜身份和與俄政商名流的親密關係反向滲透俄羅斯情報機構。2022年2月23日的下午，基里耶夫從俄情報機構那裏帶回了俄羅斯軍隊將在次日（即2月24日）全面入侵烏克蘭這一重要情報，詳細告知軍方安東諾夫機場是首個被襲擊的主要地點，這情報為烏軍贏得寶貴的時間，使烏軍將一定數量的軍事人員和裝備轉移到安東諾夫機場，這為烏軍贏得安東諾夫機場爭奪戰的勝利發揮了重要作用。
2022年3月11日，他成為戰俘待遇協調總部的負責人。他亦是烏克蘭總統下屬情報委員會主席。布達諾夫在2022年4月3日獲授少將軍銜。2022年9月，布達諾夫參加了烏克蘭與俄羅斯之間最大規模交換俘虜行動，當時有215名烏克蘭俘虜返回家園，其中包括100多名士兵和包括丹尼斯·普羅科彭科等亞速團的指揮官。
2023年2月，人民公僕黨主席達維德·阿拉哈米亞表示，布達諾夫將取代阿列克謝·列茲尼科夫擔任烏克蘭國防部長。然而，烏克蘭國防部長的替換並沒有發生，布達諾夫也沒有被任命。
2023年4月21日，俄羅斯一家法院下令逮捕基里爾，該法院指控基里洛·布達諾夫是2022年克里米亞大橋爆炸事件的參與者。
2023年6月，俄羅斯聲稱布達諾夫遭遇導彈襲擊，被緊急轉運往德國的一家醫院接受治療。基輔方面則回應該消息不實，“只是普京的宣傳”。同月，《經濟學人》雜誌專訪布達諾夫，再度證明消息不實。
2023年9月7日，乌克兰总统泽连斯基签署总统令，授予布达诺夫中将军衔。
2023年11月28日，据路透社报道，布达诺夫的妻子玛丽安娜·布达诺娃被人下毒。
2023年12月14日，被俄罗斯内务部正式通缉。此前，俄联邦侦查委员会于同年10月3日缺席指控布达诺夫实施了违反《俄罗斯联邦刑法典》第205条规定的罪行（恐怖袭击）。据该部信息，布达诺夫从2022年4月至2023年9月参与了从空中使用无人机对莫斯科和莫斯科州、克里米亚和塞瓦斯托波尔、罗斯托夫州、别尔哥罗德州、布良斯克州以及俄罗斯其他一些地区的100多次袭击。
2024年2月7日，俄羅斯方面將基里洛·布达诺夫列入恐怖分子名單中。

## 家庭
布達諾夫已婚，妻子是瑪麗安娜·布達諾娃是一名心理學家，曾為烏克蘭民主改革聯盟競選基輔市議會。其現時為基輔市長維塔利·克里琴科負責偵查和預防青年政策及體育領域腐敗問題的顧問。

## 榮譽

### 国内勋奖
- 乌克兰
  - 烏克蘭英雄[25]
  -  軍事功勳十字勳章[4][26][27]
  -  一級勇氣勳章（英语：Order for Courage）[4]
  -  二級勇氣勳章（英语：Order for Courage）[4]
  -  三級勇氣勳章（英语：Order for Courage）[4]
  -  烏克蘭服兵役者獎章[13]
  -  祖國保衛者獎章[13]
  -  烏克蘭東部反恐行動參與者徽章[13]
  -  聖大殉道者尤里勝利勳章[28]
  - 二級大天使米迦勒勳章[29]